# Pterophorus elliottii
Pterophorus elliottii is een vlinder uit de familie vedermotten (Pterophoridae). De wetenschappelijke naam van de soort is, als Alucita elliottii, voor het eerst geldig gepubliceerd in 1893 door Charles Henry Fernald.